# Gare de Mézel - Châteauredon
Gare de Mézel - Châteauredon vasútállomás Franciaországban, Châteauredon településen.

## Vasútvonalak
Az állomást az alábbi vasútvonalak érintik:
- Nizza-Digne-vasútvonal

## Kapcsolódó állomások
A vasútállomáshoz az alábbi állomások vannak a legközelebb:
- Gare de Chabrières
- Saint-Jurson